# 桑原勝義
桑原 勝義（くわはら かつよし、1944年5月30日 -  ）は静岡県藤枝市出身の元サッカー選手、サッカー指導者。現・静岡県サッカー協会専務理事、日本サッカー協会理事、日本フットボールリーグ理事長。実弟は桑原隆。

## 略歴
1962年度高校サッカー選手権で静岡県立藤枝東高等学校が初優勝した時の中心選手。卒業後は日軽化工清水工場、名古屋相互銀行（以下、名相銀）などに所属し、1965年には日本代表に選出され国際Aマッチ2試合に出場した。
1971年、名相銀の解散で選手は引退し、銀行の仕事に専念するつもりでいたが、日本サッカー協会の幹部・長沼健に勧められ、生まれ育った静岡に日本リーグのチームをという仕事にロマンを感じ銀行職を捨て、翌1972年、前年創設された本田技研工業サッカー部に加入。翌1973年にプレイングマネージャーとなり、桑原を中心にチームは強化され、その後10年間に渡り同サッカー部を指導、JSL1部昇格に導いた。その後、浜松市に「クワハラ・スポーツクラブ」を設立、1987年に実弟の桑原隆と共にPJMフューチャーズの立ち上げに関わり、自前での選手育成や短期間でのJSL1部昇格を目指し将来のプロリーグ参加を目標に掲げた事で話題となった。

## 所属クラブ
- 静岡県立藤枝東高等学校
- 日軽化工清水工場
- 名古屋相互銀行

## 指導歴
- 本田技研工業サッカー部
- PJMフューチャーズ

## 代表歴

### 試合数
- 国際Aマッチ 2試合 0得点(1965)[2]

| 日本代表 | 国際Aマッチ | 国際Aマッチ | その他 | その他 | 期間通算 | 期間通算 |
| 年       | 出場        | 得点        | 出場   | 得点   | 出場     | 得点     |
| -------- | ----------- | ----------- | ------ | ------ | -------- | -------- |
| 1965     | 2           | 0           | 3      | 1      | 5        | 1        |
| 1966     | 0           | 0           | 0      | 0      | 0        | 0        |
| 1967     | 0           | 0           | 1      | 0      | 1        | 0        |
| 通算     | 2           | 0           | 4      | 1      | 6        | 1        |

### 出場
| No. | 開催日         | 開催都市     | スタジアム | 対戦相手     | 結果 | 監督   | 大会         |
| --- | -------------- | ------------ | ---------- | ------------ | ---- | ------ | ------------ |
| 1.  | 1965年03月22日 | ラングーン   |            | ビルマ       | △1-1 | 長沼健 | 国際親善試合 |
| 2.  | 1965年03月25日 | シンガポール |            | シンガポール | ○4-1 | 長沼健 | 国際親善試合 |